# HD 147513
HD 147513 är en ensam stjärna belägen i den mellersta delen av stjärnbilden Skorpionen, men katalogiserades först av den italienska astronomen Piazzi i hans stjärnkatalog som "XVI 55". Den har en skenbar magnitud av ca 5,38 och är svagt synlig för blotta ögat där ljusföroreningar ej förekommer. Baserat på parallaxmätning inom Hipparcosuppdraget på ca 78,3 mas, beräknas den befinna sig på ett avstånd på ca 42 ljusår (ca 13 parsek) från solen. Den rör sig bort från solen med en heliocentrisk radialhastighet på ca 13 km/s. Stjärnan ingår i rörelsegruppen Ursa Major, en uppsättning av stjärnor som delar en gemensam rörelse genom rymden. 

## Egenskaper
HD 147513 är en solliknande gul till vit stjärna i huvudserien av spektralklass G1 V H-04. Den har en massa som är ca 1,1 solmassor, en radie som är ungefär en solradie och har ungefär samma som solen av utstrålning av energi från dess fotosfär vid en effektiv temperatur av ca 5 900 K.
Som solliknande stjärna har HD 147513 en luminositet som motsvarar solens. Även om dess överskott av tyngre element liknar solens är den en Bariumstjärna som har överskott av element som produceras genom s-processen och misstänks vara en variabel stjärna. Den har en vit dvärg av spektraltyp DA som följeslagare, som ligger separerad med ca 5 360 AE. Paret kan tidigare ha ingått i ett flerstjärnigt system. Föregångaren till den vita dvärgen kan ha varit en närmare följeslagare, och medan den passerade genom den asymptotiska jättegrenen i dess utveckling kan den ha överfört materia till HD 147513 och förorenat stjärnans fotosfär.

## Planetsystem
År 2002 meddelade Geneva Extrasolar Planet Search Team upptäckten av en exoplanet som kretsar kring stjärnan. Baserat på omloppsdata ligger det mesta av gasjättens bana inom värdstjärnans beboeliga zon (HZ) och passerar bara utanför denna region på dess apsis. Som sådan är det osannolikt att en stenplanet kan ha en stabil bana inom HZ såvida den inte rör sig synkroniserat med gasjätten. Numeriska simuleringar tyder på att en sådan planet kunde kretsa inom Lagrangianpunkter L4 eller L5  för gasjätten.
| Planet | Massa      | Halv storaxel (AE) | Siderisk omloppstid (d) | Excentricitet | Inklination | Radie |
| ------ | ---------- | ------------------ | ----------------------- | ------------- | ----------- | ----- |
| b      | ≥1,21 ± MJ | 1,32 ±             | 528,4 ± 6,3             | 0,26 ± 0,05   | -           | -     |